# Contingence
 (janvier 2023).
Si vous disposez d'ouvrages ou d'articles de référence ou si vous connaissez des sites web de qualité traitant du thème abordé ici, merci de compléter l'article en donnant les références utiles à sa vérifiabilité et en les liant à la section « Notes et références ».
En pratique : Quelles sources sont attendues ? Comment ajouter mes sources ?
En philosophie et épistémologie, la contingence caractérise ce qui peut être ou ne pas être, ou être autrement qu’il n’est. Elle est souvent opposée à la nécessité, qui caractérise des faits qui ne peuvent pas ne pas se produire.
La contingence soutient que la réalité n'est pas déterminée par des facteurs préexistants ; elle implique une certaine indétermination ou hasard dans l'existence.
En logique, la contingence est le statut des propositions qui ne sont ni toujours vraies, indépendamment de toute valeur de vérité (c'est-à-dire tautologiques), ni toujours fausses (c'est-à-dire contradictoires). Une proposition contingente n'est donc ni nécessairement vraie, ni nécessairement fausse. En logique modale, la contingence est la négation de la nécessité.
Par exemple, le Système solaire existe, mais il aurait pu en être autrement. La faune et la flore sont apparues sur la Terre, mais elles auraient pu ne jamais apparaître si les conditions globales avaient été un peu différentes.
Selon la définition de Leibniz : « Est contingent tout ce dont le contraire est possible », c'est-à-dire tout ce qui pourrait ou aurait pu ne pas être.

« La contingence implique l’admission d'une cause indéterminée, n’expliquant pas plus un effet qu’un autre, ne fournissant aucune solution déterminée du problème. »

## En philosophie
Le terme « contingence » vient du latin contingentia (« ce qui arrive, hasard ») et contingere (« arriver, se produire »). La notion souligne le caractère aléatoire, fortuit ou imprévisible de certains aspects de la réalité.
La question de la contingence a été explorée par de nombreux philosophes tout au long de l'histoire. Selon Aristote, les choses contingentes sont celles qui peuvent être autrement et qui dépendent de circonstances particulières ; à l'inverse, les choses nécessaires sont immuables et ne dépendent pas de facteurs externes.

« Par être contingent et par le contingent, j'entends ce qui n'est pas nécessaire et qui peut être supposé exister sans qu'il y ait à cela d'impossibilité. »

— Aristote, Premiers Analytiques (I, 13, 32 a 18-19)
Le philosophe allemand Gottfried Wilhelm Leibniz développe le concept de « principe de raison suffisante », selon lequel tout événement a une cause ou une explication suffisante : même si les événements peuvent sembler contingents à première vue, ils sont en réalité nécessaires dans le cadre d'un système plus vaste et cohérent. Il distingue également les « vérités de raisonnement » qui « sont nécessaires et leur opposé est impossible » et les « vérités de fait » qui « sont contingentes et leur opposé est possible ».

## Dans le domaine de la rhétorique
Les tentatives faites dans le passé, par les philosophes et les rhéteurs, d'allouer à la rhétorique un domaine qui lui soit propre ont terminé avec la tentative de contenir la rhétorique dans le domaine des questions contingentes et relatives, qui peuvent prendre appui sur l'opinion. Comme l'explique Aristote dans la Rhétorique : « La rhétorique se rattache à la dialectique . L’une comme l’autre s’occupe de certaines choses qui, communes par quelque point à tout le monde, peuvent être connues sans le secours d’aucune science déterminée ». Aristote insiste sur l'importance du conditionnel, parce que personne ne délibère seulement sur le nécessaire ou sur l'impossible - puisqu'ils ne sont pas sujets à délibération. Il croit que la présence inévitable de possibles multiples et la nature complexe des décisions rend nécessaire la création d'une rhétorique. Les conceptions d'Aristote font concurrence à celles de Platon, qui pense que la rhétorique n'a pas de sujet, excepté la tromperie, et donne à la rhétorique sa position éminente dans le domaine du débat politique.
Les chercheurs contemporains[Qui ?] affirment que si la rhétorique concerne essentiellement le contingent, elle exclut automatiquement ce qui est nécessaire ou impossible. En effet, dans le domaine de l'action qui intéresse la rhétorique, est « nécessaire » ce qui doit être fait ou sera inévitablement fait, et « impossible » ce qui ne sera jamais fait ; et par conséquent ne sera jamais sujet à délibération. Cela soulève de nouveau la question de la contingence, parce que ce qui est jugé nécessaire ou impossible dépend presque entièrement de l'heure et de la perspective. Bien que la rhétorique, dans son évolution temporelle, soit entièrement contingente et comprenne une définition plus large, la rhétorique prise à l'instant t, possède un sens beaucoup plus étroit et exclut à la fois le nécessaire et l'impossible. Lorsqu'ils sont confrontés à des décisions, les gens[Qui ?] ne vont choisir qu'une seule option, à l'exclusion des autres.[source insuffisante]. Cela produit inévitablement des conséquences imprévues. En raison de ces conséquences, les décideurs[Qui ?] sont contraints de délibérer et de choisir. Un autre problème se pose lorsque l'on se demande d'où cette capacité à distinguer les questions "nécessaire" et "impossible" trouve son origine, et la manière dont elle peut être appliquée à d'autres personnes.
Le rhétoricien Robert L. Scott répond à ce problème en affirmant que, bien que la rhétorique soit en effet contingente et relative, elle est également épistémique. Ainsi, pour Scott, ce qui devrait être débattue est une question de rhétorique, en tant qu'individus à créer du sens à travers la langue et de déterminer ce qui constitue la vérité, et donc, ce qui est au-delà de la question et le débat. Le théoricien Lloyd Bitzer fait cinq hypothèses à propos de la rhétorique dans son livre Rhetoric, Philosophy, and Literature: An Exploration.
1. La rhétorique est une méthode permettant d'enquêter sur le contingent et de communiquer à son propos.
2. Cette enquête ne permet pas d'obtenir une certaine connaissance, mais seulement une opinion.
3. Le bon mode de travail dans ce domaine est une délibération s'appuyant sur un jugement raisonnable.
4. Cette délibération et cette prise de décision est dépendante de l'auditoire et de sa compréhension.
5. Cet engagement auprès de l'auditoire est contraint par le temps.

L'étude de la contingence et du relativisme, dans la mesure où il appartient à la rhétorique, tire parti des théories post-structuralistes. Richard Rorty et Stanley Fish sont les principaux théoriciens dans ce domaine d'étude à l'intersection de la rhétorique et de la contingence.

## Autres classes de propositions logiques
Aux côtés des propositions contingentes, il y a au moins trois autres classes de propositions, dont certaines se chevauchent :
- Les tautologies, qui doivent être vraies, peu importent les circonstances (exemple: "La pièce tombe sur pile ou la pièce tombe sur face.").
- Les contradictions, qui doivent nécessairement être fausses, peu importe les circonstances (exemple: "Il pleut et il ne pleut pas.").
- Les propositions possibles, qui sont vraies ou pourraient être vraies compte tenu du contexte dans lequel la proposition est affirmée, ou des circonstances (exemples: "x + y = 4" ; "Il y a seulement trois planètes." ; "Il y a plus de trois planètes."). Toutes les propositions nécessairement vraies (tautologiques), ainsi que les propositions contingentes, sont également des propositions possibles. Le possible n'exclut que la contradiction, c'est-à-dire l'impossible.